# 井上直樹 (工学者)
井上 直樹（いのうえ なおき、1947年 - ）は、日本の工学者、物理学者。愛媛大学 名誉教授。学位は工学博士（大阪大学大学院・1972年）。専門は固体イオニクス、イオン伝導など。

## 来歴

### 生い立ち
1967年 神戸大学理学部物理学科に入学。1969年 大阪大学大学院工学研究科に進学し、応用物理学などの研究を進めた。1972年 博士課程を修了、工学博士の学位を取得した。

### 研究者として
1972年 大阪大学産業科学研究所に採用され研究の日々を過ごす。1982年 愛媛大学理学部に教員として採用された。愛媛大学在職中にアメリカのState University of New York Polytechnic Instituteへ留学し更なる見識を高めた。
2009年 愛媛大学を定年退官。在籍27年間で多くの学生を輩出し物理工学界に大きな功績を残した。

## 所属学会
- 日本音響学会
- 応用物理学会
- 日本物理学会
- 固体イオニクス学会